# كارول سلون
كارول سلون (بالإنجليزية: Carol Sloane)‏ هي مغنية وعازفة جاز أمريكية، ولدت في 5 مارس 1937 في بروفيدنس في الولايات المتحدة.

## وصلات خارجية
- كارول سلون على موقع IMDb (الإنجليزية)
- كارول سلون على موقع ميوزك برينز (الإنجليزية)
- كارول سلون على موقع ديسكوغز (الإنجليزية)